# 韦尔内伊勒谢蒂夫
韦尔内伊勒谢蒂夫（法語：Verneil-le-Chétif，法語發音：[vɛʁnɛj lə ʃetif]）是法国萨尔特省的一个市镇，属于拉弗莱什区。

## 地理
韦尔内伊勒谢蒂夫（47°43'58"N, 0°17'38"E）面积14.81 平方千米，位于法国卢瓦尔河地区大区萨尔特省，该省份为法国西北部内陆省份，北起顺时针与奥恩省、厄尔-卢瓦省、卢瓦-谢尔省、安德尔-卢瓦尔省、曼恩-卢瓦尔省和马耶讷省接壤，是法国大西部的入口，连接卢瓦尔河谷、布列塔尼和巴黎盆地。
与韦尔内伊勒谢蒂夫接壤的市镇（或旧市镇、城区）包括：马耶、欧比涅拉康、拉韦尔纳、瓦斯。

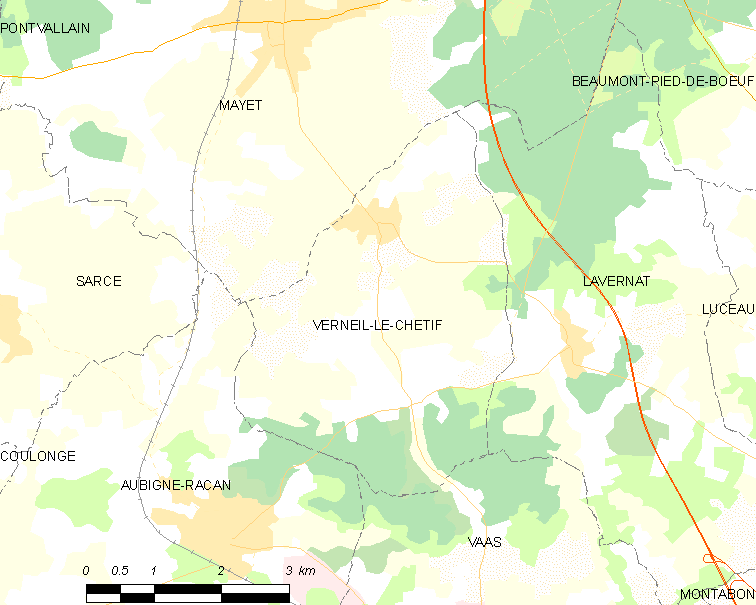
韦尔内伊勒谢蒂夫的OSM定位图

韦尔内伊勒谢蒂夫的时区为UTC+01:00、UTC+02:00（夏令时）。

## 行政
韦尔内伊勒谢蒂夫的邮政编码为72360，INSEE市镇编码为72369。

## 政治
韦尔内伊勒谢蒂夫所属的省级选区为勒吕德县。

## 人口

1962-2008年间韦尔内伊勒谢蒂夫人口变化图示

韦尔内伊勒谢蒂夫于2022年1月1日时的人口数量为586人。